# Taça da Liga de 2008–09
A Taça da Liga 2008/2009 foi a segunda edição da Taça da Liga de Portugal, também chamada, comercialmente, Carlsberg Cup. 
Em relação à edição anterior sofreu algumas alterações na sua estrutura. O sorteio da prova realizou-se a 3 de Julho.
A final jogou-se no dia 21 de Março de 2009, no Estádio Algarve, em Faro, tendo como vencedor o Benfica num jogo discutido até às grandes penalidades com o Sporting.

## A bola
Nesta temporada a bola usada na Liga foi a Adidas Europass Portugal, uma bola criada propositadamente para Liga Sagres, Liga Vitalis e para a Carlsberg Cup, inspirada na bandeira portuguesa.

## Estrutura da Prova
Esta edição teve algumas alterações na estrutura em que a prova se realizou em relação à edição anterior:
1. A Primeira eliminatória foi disputada pelas equipas da Liga de Honra a duas mãos.
2. Na Segunda eliminatória as oito apuradas juntaram-se às 10 últimas equipas da BWIN Liga 2007/2008 e foram constituídos seis grupos de três equipas em confronto numa única volta.
3. Na Terceira eliminatória as primeiras seis da BWIN Liga 2007/2008 mais as seis que se apuraram da segunda eliminatória formaram três grupos de quatro equipas e numa única volta sairam os três primeiros classificados, e o melhor segundo (determinado primeiro pelo número de pontos, em segundo pelo número de golos e em terceiro pelo plantel com idade mais jovem).
4. Depois seguiu-se as meias-finais e final.

## Participações Condicionadas
O Paços de Ferreira teve a participação condicionada à decisão do processo pendente no Conselho de Justiça da FPF, relativo ao recurso do Boavista quanto à pena de descida de divisão por coacção de árbitros. Tendo a 29 de Julho de 2008 ter sido decidido que o Boavista como irá participar na Liga de Honra entrará na 1ª eliminatória e o Paços de Ferreira como jogará na Primeira Liga, apenas entrará na 2ª eliminatória da prova.
Sporting da Covilhã e Oliveirense tiveram também a participação condicionada à deliberação de aprovação de candidatura. A 7 de Julho a LPFP validou a participação da União Desportiva Oliveirense e do Sporting Clube da Covilhã, na Liga, e consequentemente na Taça da Liga, após estarem cumpridos os propostos de aceitação das mesmas.

## 1ª Eliminatória
Nesta fase foram disputados jogos a duas mãos entre as equipas da Liga Vitalis
O sorteio decorreu a 3 de Julho de 2008 e estabeleceu os seguintes jogos para a 1ª eliminatória, alterados após a decisão da Comissão Executiva da LPFP a 29 de Julho de 2007.:
| Equipa 1            | Resultado Agr      | Equipa 2            | 1ª mão (2 de Agosto) | 2ª mão (10 e 11 de Agosto) |
| ------------------- | ------------------ | ------------------- | -------------------- | -------------------------- |
| Feirense            | 1 - 2              | Vizela              | 1 - 2                | 0 - 0                      |
| Santa Clara         | 1 - 2              | Olhanense           | 0 - 0                | 1 - 2                      |
| Oliveirense         | 1 - 2              | Estoril Praia       | 0 - 1                | 1 - 1                      |
| Varzim              | 0 - 1              | União de Leiria     | 0 - 0                | 0 - 1                      |
| Sporting da Covilhã | - 1                | Boavista            | —                    | —                          |
| Freamunde           | 3 - 3 (4 - 2 g.p.) | Desportivo das Aves | 3 - 1                | 0 - 2                      |
| Portimonense        | 1 - 4              | Gil Vicente         | 0 - 2                | 1 - 2                      |
| Gondomar            | 3 - 3 (5 - 4 g.p.) | Beira-Mar           | 3 - 1                | 0 - 2                      |

- 1: Sporting da Covilhã passou à 2ª Eliminatória por falta de comparência do Boavista em ambos os jogos.

### 1ª Mão
| 2 de Agosto de 2008 17:30 | Feirense            | 1 – 2     | Vizela                  | Estádio Marcolino de Castro, Santa Maria da Feira Árbitro: Nuno Roque |
|                           | Júnior Paulista 59' | Relatório | Pires 15' · Claudio 47' |                                                                       |

| 2 de Agosto de 2008 17:00 | Santa Clara | 0 – 0     | Olhanense | Estádio de São Miguel, Ponta Delgada Árbitro: Hugo Miguel |
|                           |             | Relatório |           |                                                           |

| 2 de Agosto de 2008 17:00 | Estoril Praia | 1 – 0     | Oliveirense | Estádio António Coimbra da Mota, Estoril Árbitro: André Gralha |
|                           | Leandro 28'   | Relatório |             |                                                                |

| 2 de Agosto de 2008 18:00 | Varzim | 0 – 0     | União de Leiria | Estádio do Varzim Sport Club, Póvoa de Varzim Árbitro: Rui Costa |
|                           |        | Relatório |                 |                                                                  |

| 2 de Agosto de 2008 20:30 | Freamunde                   | 3 – 1     | Desportivo das Aves | Complexo Desportivo do Sport Clube de Freamunde, Freamunde Árbitro: Paulo Costa |
|                           | Cuco 18' 80' · Cascavel 41' | Relatório | Rui Miguel 39'      |                                                                                 |

| 2 de Agosto de 2008 17:00 | Portimonense | 0 – 2     | Gil Vicente                               | Estádio Municipal de Portimão, Portimão Árbitro: Elmano Santos |
|                           |              | Relatório | João Vilela 30' (g.p.) · Diogo Santos 77' |                                                                |

| 2 de Agosto de 2008 17:30 | Gondomar                                       | 3 – 1     | Beira-Mar | Estádio de São Miguel Gondomar Árbitro: João Capela |
|                           | Evandro 4' · Vítor Silva 30' · Alex Garcia 68' | Relatório | Artur 70' |                                                     |

### 2ª Mão
| 9 de Agosto de 2008 17:00 | Vizela | 0 – 0     | Feirense | Estádio do Futebol Clube de Vizela, Vizela Árbitro: Jorge Sousa |
|                           |        | Relatório |          |                                                                 |

| 10 de Agosto de 2008 17:30 | Olhanense                   | 2 – 1     | Santa Clara | Estádio José Arcanjo, Olhão Árbitro: Bruno Esteves |
|                            | Rui Duarte 5' · Djalmir 78' | Relatório | Hernani 50' |                                                    |

| 10 de Agosto de 2008 16:00 | Oliveirense                | 1 – 1     | Estoril Praia | Estádio Carlos Osório, Oliveira de Azeméis Árbitro: Cosme Machado |
|                            | Miguel Oliveira 77' (p.b.) | Relatório | Leandro 51'   |                                                                   |

| 9 de Agosto de 2008 18:00 | União de Leiria  | 1 – 0     | Varzim | Estádio Dr. Magalhães Pessoa, Leiria Árbitro: Bruno Paixão |
|                           | Marco Soares 31' | Relatório |        |                                                            |

| 10 de Agosto de 2008 19:45 | Desportivo das Aves                 | 2 – 0     | Freamunde | Estádio do Clube Desportivo das Aves, Vila das Aves Árbitro: Lucílio Baptista |
|                            | Sérgio Carvalho 2' · Rui Miguel 30' | Relatório |           |                                                                               |

|                                                                 |       | Penalidades                                                     |  |
| Não disponível: Não disponível: Não disponível: Não disponível: | 2 – 4 | Não disponível: Não disponível: Não disponível: Não disponível: |  |

| 9 de Agosto de 2008 17:00 | Gil Vicente                   | 2 – 1     | Portimonense        | Estádio Cidade de Barcelos Barcelos Árbitro: Carlos Xistra |
|                           | Zequinha 21' · Igor Souza 80' | Relatório | Raphael Freitas 15' |                                                            |

| 10 de Agosto de 2008 16:00 | Beira-Mar                  | 2 – 0     | Gondomar | Estádio Municipal de Aveiro, Aveiro Árbitro: Marco Ferreira |
|                            | Rui Sampaio 44' · Dedé 87' | Relatório |          |                                                             |

|                                                                        |       | Penalidades                                                                     |  |
| Não disponível: Não disponível: Não disponível: Não disponível: Artur: | 4 – 5 | Não disponível: Não disponível: Não disponível: Não disponível: Não disponível: |  |

## 2ª Eliminatória
Nesta fase às oito apuradas da 1ª Eliminatória juntaram-se as 10 últimas equipas da BWIN Liga 2007/2008 e foram constituídos seis grupos de três equipas em confronto numa única volta.
| Cor da tabela                   |
| Apurados para a 3ª Eliminatória |

| Equipa (Liga) | Pts | J | V | E | D | GM | GS | +/- |
| ------------- | --- | - | - | - | - | -- | -- | --- |
| Rio Ave (LS)  | 6   | 2 | 2 | 0 | 0 | 3  | 1  | +2  |
| Braga (LS)    | 3   | 2 | 1 | 0 | 1 | 4  | 1  | +3  |
| Leixões (LS)  | 0   | 2 | 0 | 0 | 2 | 1  | 6  | -5  |

| Equipa (Liga)            | Pts | J | V | E | D | GM | GS | +/- |
| ------------------------ | --- | - | - | - | - | -- | -- | --- |
| Belenenses (LS)          | 4   | 2 | 1 | 1 | 0 | 1  | 0  | +1  |
| Gil Vicente (LV)         | 3   | 2 | 1 | 0 | 1 | 2  | 2  | 0   |
| Sporting da Covilhã (LV) | 1   | 2 | 0 | 1 | 1 | 1  | 2  | -1  |

| Equipa (Liga)           | Pts | J | V | E | D | GM | GS | +/- |
| ----------------------- | --- | - | - | - | - | -- | -- | --- |
| Paços de Ferreira (LS)  | 6   | 2 | 2 | 0 | 0 | 4  | 1  | +3  |
| Estrela da Amadora (LS) | 3   | 2 | 1 | 0 | 1 | 5  | 3  | +2  |
| Vizela (LV)             | 0   | 2 | 0 | 0 | 2 | 1  | 6  | -5  |

| Equipa (Liga)            | Pts | J | V | E | D | GM | GS | +/- |
| ------------------------ | --- | - | - | - | - | -- | -- | --- |
| Nacional da Madeira (LS) | 3   | 2 | 1 | 0 | 1 | 2  | 1  | +1  |
| Trofense (LS)            | 3   | 2 | 1 | 0 | 1 | 1  | 2  | -1  |
| União de Leiria (LV)     | 3   | 2 | 1 | 0 | 1 | 1  | 1  | 0   |

| Equipa (Liga)      | Pts | J | V | E | D | GM | GS | +/- |
| ------------------ | --- | - | - | - | - | -- | -- | --- |
| Olhanense (LV)     | 3   | 2 | 1 | 0 | 1 | 3  | 2  | +1  |
| Estoril Praia (LV) | 3   | 2 | 1 | 0 | 1 | 4  | 4  | 0   |
| Naval (LS)         | 3   | 2 | 1 | 0 | 1 | 3  | 4  | -1  |

| Equipa (Liga)             | Pts | J | V | E | D | GM | GS | +/- |
| ------------------------- | --- | - | - | - | - | -- | -- | --- |
| Académica de Coimbra (LS) | 4   | 2 | 1 | 1 | 0 | 3  | 1  | +2  |
| Gondomar (LV)             | 3   | 2 | 1 | 0 | 1 | 1  | 2  | -1  |
| Freamunde (LV)            | 1   | 2 | 0 | 1 | 1 | 1  | 2  | -1  |

Legenda:
- LV - Liga de Honra

## 3ª Eliminatória
O sorteio da 3ª Eliminatória realizou-se a 13 de Novembro.
Nesta fase entraram os vencedores de cada um dos seis grupos da eliminatória anterior e os seis primeiros classificados da Primeira Liga 2007/2008.
| Equipa (Liga)             | Pts | J | V | E | D | GM | GS | +/- |
| ------------------------- | --- | - | - | - | - | -- | -- | --- |
| Porto (LS)                | 6   | 3 | 2 | 0 | 1 | 4  | 3  | +1  |
| Nacional da Madeira (LS)  | 4   | 3 | 1 | 1 | 1 | 3  | 3  | 0   |
| Académica de Coimbra (LS) | 4   | 3 | 1 | 1 | 1 | 3  | 3  | 0   |
| Vitória de Setúbal (LS)   | 3   | 3 | 1 | 0 | 2 | 3  | 4  | -1  |

| Cor da tabela                 |
| Apurados para as Meias-Finais |
| Melhor 2º classificado        |

| Equipa (Liga)          | Pts | J | V | E | D | GM | GS | +/- |
| ---------------------- | --- | - | - | - | - | -- | -- | --- |
| Sporting (LS)          | 9   | 3 | 3 | 0 | 0 | 9  | 1  | +8  |
| Rio Ave (LS)           | 3   | 3 | 1 | 0 | 2 | 3  | 4  | -1  |
| Marítimo (LS)          | 3   | 3 | 1 | 0 | 2 | 3  | 6  | -3  |
| Paços de Ferreira (LS) | 3   | 3 | 1 | 0 | 2 | 4  | 8  | -4  |

| Equipa (Liga)             | Pts | J | V | E | D | GM | GS | +/- |
| ------------------------- | --- | - | - | - | - | -- | -- | --- |
| Benfica (LS)              | 9   | 3 | 3 | 0 | 0 | 7  | 1  | +6  |
| Vitória de Guimarães (LS) | 4   | 3 | 1 | 1 | 1 | 3  | 2  | +1  |
| Belenenses (LS)           | 4   | 3 | 1 | 1 | 1 | 2  | 1  | +1  |
| Olhanense (LV)            | 0   | 3 | 0 | 0 | 3 | 1  | 9  | -8  |

Legenda:
- LV - Liga de Honra

## Meias finais
Apuraram-se para as meias finais  os vencedores dos três grupos e o melhor segundo classificado da 3ª Eliminatória.
Sorteio
O sorteio realizou-se no dia 20 de Janeiro.
| Pote A   | Pote B               |
| -------- | -------------------- |
| Benfica  | Porto                |
| Sporting | Vitória de Guimarães |

Jogos
Os jogos realizaram-se a 4 de Fevereiro.
| Jogo | (Liga)Equipa 1 | Resultado | Equipa 2(Liga)            |
| ---- | -------------- | --------- | ------------------------- |
| 1    | (LS) Sporting  | 4 - 1     | Porto (LS)                |
| 2    | (LS) Benfica   | 2 - 1     | Vitória de Guimarães (LS) |

| 4 de Fevereiro de 2009 | Sporting                                         | 4 - 1     | Porto    | Alvalade XXI, Lisboa                   |
| 19:00                  | Romagnoli 35' (g.p.) 48' (g.p.) · Derlei 65' 80' | Relatório | Tarik 9' | Público: 17,748 Árbitro: Carlos Xistra |

| 4 de Fevereiro de 2009 | Benfica                        | 2 - 1     | Vitória de Guimarães | Estádio da Luz, Lisboa     |
| 21:15                  | Grégory 70' (p.b.) · Aimar 80' | Relatório | Desmarets 90'        | Árbitro: Artur Soares Dias |

## Final
O jogo da final realizou-se no dia 21 de Março de 2009, no Estádio Algarve, em Faro, entre os vencedores do jogo 1 e 2 das meias-finais, Sporting e Benfica, respectivamente. A final foi vencida pelo Benfica, na discussão por grandes penalidades, após terem acabado os 90 minutos regulamentares empatados a um golo com o Sporting. O jogo ficou, no entanto, marcado pela grande penalidade favorável ao Benfica. Em sinal de protesto, Pedro Silva, jogador que alegadamente cometeu a falta, durante a cerimónia de entrega das medalhas, atirou a sua para o chão.

### Ficha de Jogo
| 21 de Março de 2009 | Sporting       | 1 – 1     | Benfica          | Estádio do Algarve, Faro                  |
|                     | Pereirinha 48' | Relatório | Reyes 75' (g.p.) | Público: 28,182 Árbitro: Lucílio Baptista |

|                                                           |       | Penalidades                                               |  |
| Leandro Romagnoli Rochemback João Moutinho Derlei Postiga | 2 – 3 | Pablo Aimar Cardozo Katsouranis David Luiz Carlos Martins |  |

| Sporting | Benfica |

| Sporting:   |    |                   |          |     |
|             |    |                   |          |     |
| GR          | 16 | Tiago             |          |     |
| DD          | 12 | Marco Caneira     |          |     |
| DC          | 3  | Daniel Carriço    |          |     |
| DC          | 4  | Polga             | 62'      |     |
| DF          | 5  | Pedro Silva       | 23', 73' |     |
| MC          | 26 | Rochemback        |          |     |
| ME          | 10 | Vukcevic          |          | 76' |
| MC          | 28 | João Moutinho (c) | 72'      |     |
| MD          | 25 | Pereirinha        |          | 90' |
| AV          | 11 | Derlei            |          |     |
| AV          | 31 | Liedson           |          | 90' |
| Suplentes:  |    |                   |          |     |
| GR          | 1  | Rui Patrício      |          |     |
| DC          | 13 | Tonel             |          |     |
| DD          | 78 | Abel              |          | 76' |
| MD          | 6  | Adrien Silva      |          |     |
| MC          | 30 | Romagnoli         |          | 90' |
| AV          | 20 | Yannick Djaló     |          |     |
| AV          | 23 | Hélder Postiga    |          | 90' |
| Treinador:  |    |                   |          |     |
| Paulo Bento |    |                   |          |     |

| Benfica:      |    |                |     |     |
|               |    |                |     |     |
| GR            | 12 | Quim           |     |     |
| DD            | 13 | Maxi Pereira   | 39' |     |
| DC            | 4  | Luisão         |     |     |
| DC            | 28 | Miguel Vítor   | 68' |     |
| DE            | 23 | David Luiz     |     |     |
| MC            | 8  | Katsouranis    |     |     |
| MD            | 15 | Ruben Amorim   |     |     |
| MC            | 10 | Pablo Aimar    |     |     |
| ME            | 6  | Reyes          | 40' |     |
| AV            | 30 | Suazo          |     |     |
| AV            | 21 | Nuno Gomes (c) |     |     |
| Suplentes:    |    |                |     |     |
| GR            | 1  | Moreira        |     |     |
| DE            | 25 | Jorge Ribeiro  |     |     |
| DC            | 27 | Sidnei         |     |     |
| MC            | 26 | Hassan Yebda   |     |     |
| MC            | 24 | Carlos Martins |     | 69' |
| MD            | 20 | Di Maria       |     | 64' |
| AV            | 7  | Cardozo        |     | 77' |
| Treinador:    |    |                |     |     |
| Quique Flores |    |                |     |     |

## Campeão
| Taça da Liga de 2008–09 |
| ----------------------- |
| Benfica 1º Título       |